# Alen Krcić
Alen Krcić, slovenski nogometaš, * 19. november 1988, Kranj.
Krcić je nekdanji profesionalni nogometaš, ki je igral na položaju vezista. V svoji karieri je igral za slovenske klube Šenčur, Triglav Kranj in Bravo ter italijanski Crotone in avstrijski Dellach/Gail. Skupno je v prvi slovenski ligi odigral 116 tekem in dosegel šest golov.